# Port lotniczy Berlin Brandenburg

Logo portu lotniczego

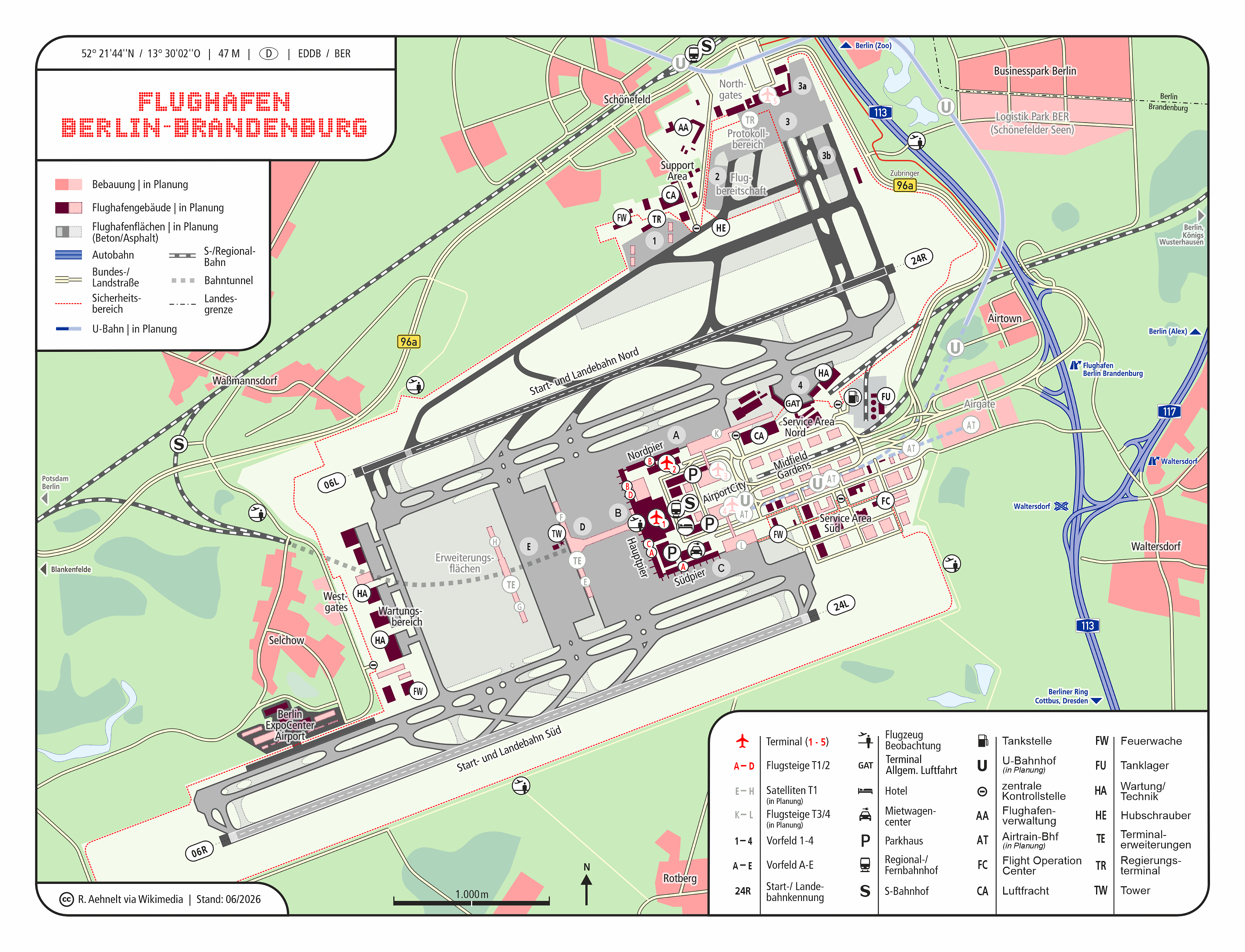
Schemat zagospodarowania infrastruktury portu Berlin Brandenburg

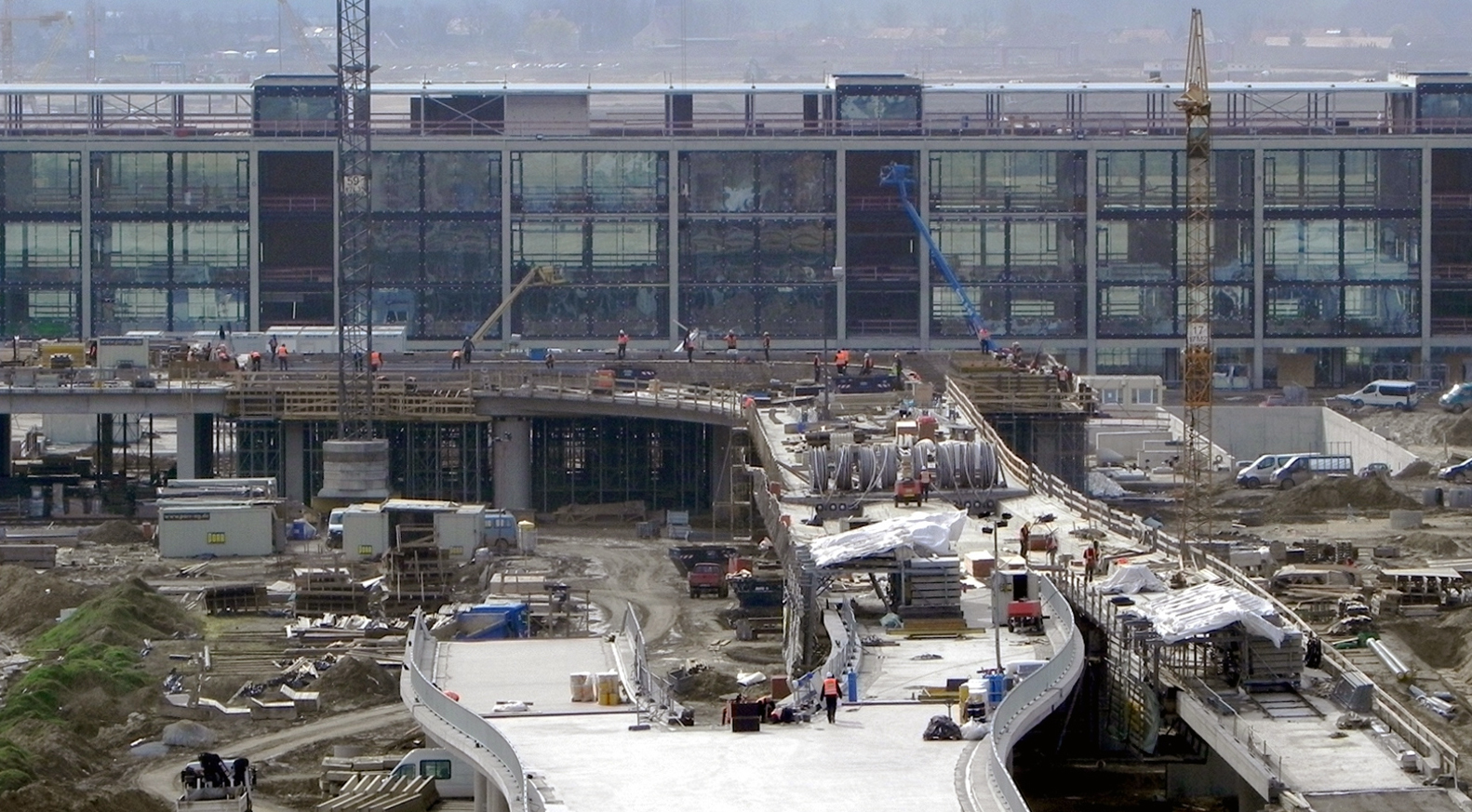
Budowa portu (2010)

Port lotniczy Berlin Brandenburg im. Willy’ego Brandta (niem. Flughafen Berlin Brandenburg „Willy Brandt”, ang. Berlin Brandenburg Airport, kod IATA: BER, kod ICAO EDDB) – międzynarodowy port lotniczy w Niemczech, w kraju związkowym Brandenburgia, w Schönefeld, na południe od Berlina, przy autostradzie A113.
W 2023 port lotniczy obsłużył około 23,1 mln pasażerów.

## Historia
Budowę rozpoczęto 5 września 2006. Lotnisko przyjęło nazwę Flughafen Berlin Brandenburg, a w ruchu międzynarodowym Berlin Brandenburg Airport. Patronem lotniska obrano byłego kanclerza Willy’ego Brandta. Rozpoczęcie działalności było planowane na 3 czerwca 2012, jednak z powodu zaistniałych podczas budowy problemów, otwarcie lotniska nastąpiło w 2020 – 31 października o godzinie 14:01 wylądował pierwszy samolot linii easyJet G-UZHF o numerze lotu U23110 i o 14:05 drugi linii Lufthansa D-AINZ w specjalnym malowaniu Hauptstadtflieger o numerze lotu LH2020. Oba samoloty to najnowsze A320neo. Terminal 1 został oficjalnie otwarty, terminale M, Q, L i K lotniska Berlin-Schönefeld zostały przemienione w terminal 5, a terminal 2 pozostawał zamknięty z powodu pandemii koronawirusa.
Lotnisko Berlin Brandenburg, powstałe obok byłego portu lotniczego Berlin-Schönefeld, zastąpiło trzy berlińskie porty lotnicze: Tempelhof (zamknięty w 2008), Tegel (zamknięty w 2020) i Schönefeld (przemianowany w 2020 na Terminal 5 lotniska Berlin Brandenburg).
Koszt realizacji inwestycji wyniósł 7,3 mld euro.
Port lotniczy położony jest na południe od dawnego portu lotniczego Schönefeld i wykorzystuje południowy pas startowy tego lotniska. Północny pas startowy lotniska Schönefeld został przecięty przez autostradę i wyłączony z użytkowania. W związku z inwestycją przesiedlono ponad 300 mieszkańców miejscowości Diepensee i Selchow.
W 2019 dwa lotniska operacyjne w Berlinie obsłużyły łącznie 35,6 mln pasażerów co gwałtownie spadło do 9 mln w wyniku pandemii COVID-19.  W 2021 port lotniczy Berlin Brandenburg nieznacznie zwiększył tę liczbę do 9,9 mln pasażerów.

## Linie lotnicze i połączenia
| Linia Lotnicza         | Kierunek |
| ---------------------- | --- |
| Aegean Airlines        | 1. Ateny 2. Saloniki |
| Aer Lingus             | 1. Dublin |
| Air Cairo              | 1. Hurghada Sezonowo: 1. Szarm el-Szejk |
| Air France             | 1. Paryż-Charles de Gaulle |
| Air Serbia             | 1. Belgrad |
| Air Transat            | Sezonowo: 1. Toronto-Pearson (od 20 czerwca 2025) |
| airBaltic              | 1. Ryga 2. Tallinn 3. Wilno |
| AJet                   | 1. Ankara 2. Stambuł-Sabiha Gökçen |
| Austrian Airlines      | 1. Wiedeń |
| Azerbaijan Airlines    | 1. Baku |
| British Airways        | 1. Londyn-City 2. Londyn-Heathrow |
| Brussels Airlines      | 1. Bruksela |
| Bulgaria Air           | 1. Sofia |
| Condor                 | 1. Dubaj 2. Frankfurt Sezonowo: 1. Gran Canaria 2. Heraklion 3. Hurghada 4. Kos 5. Rodos |
| Corendon Airlines      | 1. Antalya Sezonowo: 1. Heraklion 2. Hurghada 3. Izmir |
| Croatia Airlines       | Sezonowo: 1. Split 2. Zagrzeb |
| Dan Air                | 1. Bukareszt (od 17 czerwca 2025) |
| DAT                    | 1. Saarbrücken |
| Delta Air Lines        | Sezonowo: 1. Nowy Jork-JFK |
| EasyJet                | 1. Amsterdam 2. Barcelona 3. / Bazylea 4. Bristol 5. Katania 6. Kopenhaga 7. Edynburg 8. Fuerteventura 9. Madera 10. Genewa 11. Giza 12. Glasgow 13. Gran Canaria 14. Hurghada 15. Larnaka 16. Londyn-Gatwick 17. Londyn-Luton 18. Malaga 19. Manchester 20. Mediolan-Linate 21. Neapol 22. Nicea 23. Palma de Mallorca 24. Paryż-Charles de Gaulle 25. Paryż-Orly 26. Piza 27. / Prisztina 28. Rzym-Fiumicino 29. Sztokholm-Arlanda 30. Tel Awiw 31. Teneryfa-Południe 32. Walencja 33. Wenecja 34. Zurych Sezonowo: 1. Birmingham 2. Bordeaux 3. Burgas 4. Chania 5. Korfu 6. Dubrownik 7. Faro 8. Heraklion 9. Ibiza 10. Kos 11. Lanzarote 12. La Palma 13. Marsa Alam 14. Menorka 15. Olbia 16. Porto 17. Preweza 18. Pula 19. Rodos 20. Rijeka 21. Szarm el-Szejk 22. Split 23. Saloniki 24. Tivat 25. Warna 26. Zadar 27. Zakintos |
| EgyptAir               | 1. Kair |
| El Al                  | 1. Tel Awiw |
| Eurowings              | 1. Bejrut 2. Casablanca 3. Kolonia/Bonn 4. Kopenhaga 5. Dubaj-Al Maktoum (od 1 kwietnia 2025) 6. Düsseldorf 7. Irbil 8. Göteborg 9. Graz 10. Helsinki 11. Malaga 12. Nicea 13. Palma de Mallorca 14. Porto 15. Salzburg 16. Sztokholm-Arlanda 17. Stuttgart 18. Tbilisi 19. Tivat 20. Erywań 21. Wiedeń 22. Zurych Sezonowo: 1. Antalya 2. Bastia 3. Dubrownik 4. Dżudda 5. Fuerteventura 6. Gran Canaria 7. Heraklion 8. Hurghada 9. Ibiza 10. Innsbruck 11. Kos 12. Korfu 13. Lanzarote 14. Larnaka 15. Rodos 16. Rijeka 17. Rovaniemi 18. Split 19. Teneryfa-Południe 20. Tromsø 21. Tunis 22. Zadar 23. Zakintos |
| Finnair                | 1. Helsinki |
| FlyErbil               | 1. Irbil |
| Flynas                 | 1. Dżudda |
| FlyOne                 | 1. Kiszyniów |
| Freebird Airlines      | Sezonowo: 1. Antalya |
| Georgian Airways       | 1. Tbilisi |
| Hainan Airlines        | 1. Pekin |
| Iberia                 | 1. Madryt |
| Icelandair             | 1. Reykjavík-Keflavík |
| Iraqi Airways          | 1. Bagdad 2. Irbil |
| Israir Airlines        | Sezonowo: 1. Tel Awiw |
| Jet2.com               | Sezonowo: 1. Leeds/Bradford 2. Newcastle |
| KLM                    | 1. Amsterdam |
| KM Malta Airlines      | 1. Malta |
| LOT                    | 1. Warszawa-Chopin |
| Lufthansa              | 1. Frankfurt 2. Monachium |
| Luxair                 | 1. Luksemburg |
| Norse Atlantic Airways | Sezonowo: 1. Miami 2. Nowy Jork-JFK |
| Norwegian Air Shuttle  | 1. Bergen 2. Kopenhaga 3. Oslo-Gardermoen 4. Sztokholm-Arlanda 5. Trondheim Sezonowo: 1. Tromsø |
| Nouvelair              | Sezonowo: 1. Dżerba 2. Monastyr 3. Tunis |
| Pegasus Airlines       | 1. Stambuł-Sabiha Gökçen Sezonowo: 1. Ankara 2. Antalya 3. Izmir |
| PLAY                   | 1. Reykjavík-Keflavík |
| Qatar Airways          | 1. Doha |
| Royal Jordanian        | 1. Amman |
| Ryanair                | 1. Barcelona 2. Bari 3. Mediolan-Bergamo 4. Bolonia 5. Bruksela 6. Bukareszt 7. Budapeszt 8. Katania 9. Dublin 10. East Midlands 11. Edynburg 12. Faro 13. Lizbona 14. Londyn-Stansted 15. Madryt 16. Malaga 17. Manchester 18. Marrakesz 19. Marsylia 20. Mediolan-Malpensa 21. Palermo 22. Palma de Mallorca 23. Pafos 24. Piza 25. Porto 26. Ryga 27. Rzym-Fiumicino 28. Sofia 29. Tallinn 30. Tel Awiw 31. Teneryfa-Południe 32. Saloniki 33. Treviso 34. Walencja 35. Wenecja 36. Wilno Sezonowo: 1. Alicante 2. Ateny 3. Banja Luka 4. Billund 5. Chania 6. Korfu 7. Fuerteventura 8. Gran Canaria 9. Heraklion 10. Ibiza 11. Kos 12. Lanzarote 13. Luksemburg 14. Podgorica 15. Rodos 16. Zadar |
| SAS                    | 1. Kopenhaga 2. Oslo-Gardermoen 3. Sztokholm-Arlanda |
| Sky Alps               | 1. Bolzano |
| SmartLynx              | Sezonowe czartery: 1. Dubaj-Al Maktoum |
| Sundair                | 1. Bejrut 2. Fuerteventura 3. Hurghada Sezonowo: 1. Burgas 2. Korfu 3. Madera 4. Gran Canaria 5. Heraklion 6. Kos 7. Marsa Alam 8. Rodos 9. Teneryfa-Południe 10. Warna |
| SunExpress             | 1. Antalya 2. Gaziantep 3. Izmir Sezonowo: 1. Adana 2. Ankara 3. Bodrum 4. Dalaman 5. Diyarbakır 6. Kayseri 7. Samsun |
| SWISS                  | 1. Zurych |
| TAP Portugal           | 1. Lizbona |
| Transavia              | 1. Paryż-Orly Sezonowo: 1. Marrakesz (od 26 października 2025) 2. Nantes |
| Turkish Airlines       | 1. Stambuł |
| United Airlines        | 1. Newark |
| Volotea                | 1. Lyon 2. Strasburg |
| Vueling Airlines       | 1. Barcelona |
| Wizz Air               | 1. Belgrad 2. Budapeszt 3. Jassy 4. Kutaisi 5. Skopje 6. Tirana 7. Warna |

## Dojazd
Do lotniska prowadzi odcinek autostrady A113 na przedłużeniu berlińskiej autostrady wewnątrzmiejskiej.
Do lotniska prowadzi podziemna linia kolejowa. Lotnisko obsługiwane jest przez dwie stacje:
- Flughafen BER – Terminal 1-2 – obsługująca terminale 1 i 2, połączenia kolei miejskiej S-Bahn oraz połączenia InterCity, regionalne i lokalne;
- Flughafen BER – Terminal 5 – obsługująca terminal 5, połączenia S-Bahn.